# مگس‌گیر بهشتی آفریقایی
مگس‌گیر بهشتی آفریقایی (نام علمی: Terpsiphone viridis) نام یک گونه از سرده مگس‌گیر بهشتی است.